# Nasu Jinyu
Jinyu Nasu (sinh ngày 20 tháng 7 năm 1999) là một cầu thủ bóng đá người Nhật Bản.

## Sự nghiệp câu lạc bộ
Jinyu Nasu đã từng chơi cho Gainare Tottori.